# ヤン・ペトロフスキー
ヤン・イーゴレヴィチ・ペトロフスキー（露: Ян Игоревич Петровский、Yan Igorevich Petrovsky、1988年1月2日 - ）は、ロシアのネオナチ、傭兵、戦争犯罪容疑者。親ロシア極右主義者の準軍事組織「ルシッチ・グループ」のリーダーである。コールサインは「スラビアン」。2023年にフィンランドに入国時にヴォジスラフ・トーデン(Torden Voislav)と変名しており、現在ではその名前でも報道されている。
2022年にEU、アメリカ合衆国、スイス、日本、ニュージーランドの当局が制裁を科している。
2025年3月15日、フィンランドで戦争犯罪者として終身刑の判決を受け収監されている。

## 来歴
1988年1月2日、シベリアのイルクーツク市で生まれた。2004年に母親がノルウェー人と結婚し、ノルウェーに移住。
大学ではグラフィックデザインを学んだ。英語に堪能で、ノルウェー語も習得、トンスベルグとオスロで勉強を続けた。夏は自転車、冬はスノーボードの練習をしていたという。オスロでロシアのネオナチの溜まり場となっているタトゥースタジオで働くようになり、ノルウェー東部の極右環境と接触した。
2010年、格闘家で白人至上主義者のビアチェスラフ・ダツィクがサンクトペテルブルクの精神病院から脱走し、ノルウェーに政治亡命を申請した。オスロ地方裁判所で審理が行われるときに、ペトロフスキーは支持者として現れている。この事件に関連して、ノルウェー警察はノルウェー系ロシア人のナチス環境を明らかにした。タトゥースタジオに武器・弾薬・ナチスの影響のある証拠物を発見し、ペトロフスキーは逮捕された。しかし、その後、ペトロフスキーは釈放されている。
タトゥースタジオがネオナチの溜まり場として知られたことで生活が困難になったことから頻繁にロシアに行くようになり、2011年にアレクセイ・ミカコフと出会った。
2014年3月、ノルウェーの反移民サイト「Frieord.no」のインタビューに応じ、志願兵としてルガンスクでの戦闘行為に参加したことを語った。そこで一緒に訓練・軍事行動をしていたミカコフとともにルシッチ・グループを設立し、共にドンバス戦争およびシリア内戦で戦う。同年、ノルウェー当局はぺトロフスキーの武器所持許可を取り消す通告を行った。
同年9月26日にYouTubeチャンネルBrute Force(@bruteforceultimate)にアップロードされた動画中のインタビューで、装甲兵員輸送車が溝にはまって降伏しているウクライナ兵に手榴弾を投げ、誰も生き残っていないことを話し、捕虜を取らない方針を強調した。同月28日にミロトヴォレツに入力されている。
2015年半ばにペトロフスキーは戦線を離れ、2017年まで休暇をとった。
2016年2月、フィンランドの反移民団体「オーディンの兵士（Soldiers of Odin）」とトンスベルグの街をパトロールしていたことが報じられた。
同年10月、ノルウェーは「国家の安全に対する脅威」であるとして、ペトロフスキーの居住許可を取り消し、国外追放。すぐにロシアに強制送還となった。2018年9月にノルウェーの裁判所は控訴を却下し、ノルウェー当局による決定は有効となった。同年12月にニューヨーク・タイムズは、ぺトロフスキーがノルウェー保安局に追跡されていたことを報じた。19ページに及ぶ機密報告書には、「武器に対する異常な関心を特徴とする人々のネットワーク」に属し 「ノルウェーの民主主義と他の民主主義国に対する共通の敵意」を抱く「基本的な国家利益に対する脅威」であると記述されていたという。
2017年にルシッチ・グループはシリア・ホムス州の基地にいたことが分かっている。ぺトロフスキーはワグネル・グループとともにパルミラ襲撃に参加した。シリアでスウェーデンの極右のウェブサイトSkandinavisk Frihetの匿名インタビューに応じており、ノルウェーのNRKによってぺトロフスキーであると特定された。このインタビューでぺトロフスキーは戦争犯罪の可能性を間接的に認めている。説明によると、夜にISISのキャンプに遭遇し、ペトロフスキーは砲撃を命じた。約100人の武装勢力のうち約半数が死亡し、残りも降伏・逃亡しようとしたが殺害されたという。
さらにシエラレオネでの活動に参加し、ジュリウス・マーダ・ビオの権力掌握に協力し、軍事支援を行った可能性が高い。
2022年ロシアのウクライナ侵攻に参加していると報じられた。同年6月に退役軍人の葬儀に参列しており、司令官として弔辞を述べている。アメリカ財務省によると、同年にハルキウ近郊でミカコフが負傷したため、ルシッチ内の作戦偵察部隊「ジマルグル」を率いる主任軍事トレーナーのぺトロフスキーが交代で指揮官となっている。

## フィンランドでの逮捕と戦争犯罪裁判

### ヘルシンキでの逮捕
2023年7月20日、ヘルシンキでフランスのニース行きの飛行機に搭乗前、国境警備隊員の定期検査を受けた。ぺトロフスキーはヴォジスラフ・トーデン(Torden Voislav)名義のロシアのパスポートとフィンランドの滞在許可証を提示したが、顔認識ソフトウェアによる調査によって特定され、フィンランド警察に逮捕された。ヘルシンキ地方裁判所は同月25日、外国人法に基づきぺトロフスキーを拘留することを決定している。
同年8月25日にぺトロフスキーの逮捕が公表された。拘留中のぺトロフスキーの身柄引き渡しをウクライナ当局が要請したことから、警察は検討するために拘留を無期限にするよう裁判所に要請。東ウーシマー地方裁判所は要請を支持する判決を下した。
駐フィンランドロシア大使館はRIAノーボスチに対し「キエフの要請によりフィンランドでロシア人が拘束された」とし、「領事的な支援を提供する措置をとっている」と述べた。その後、ルシッチは自らのTelegramチャンネルでペトロフスキーがロシアに引き渡されるまで部隊はいかなる戦闘任務も停止すると発表した。
翌26日、駐フィンランドロシア大使館が状況説明を行った。それによると、ぺトロフスキーは亡命希望者が収容される臨時宿泊施設に拘留されており、電話を自由に使用でき、大使館に連絡する権利があると説明を受けていた。しかし、ぺトロフスキーから大使館への連絡は無かった。同月23日にフィンランド警察はウクライナ側による引き渡し要請との関連で、ヴァンター刑務所に移送されることを大使館に通知。その時点で大使館はぺトロフスキーの逮捕を把握し、個人的な要請を受けて支援措置を講じたという。一方、ルシッチは拘留とウクライナ保安庁による尋問についてロシア大使館は知らされていたと主張した。
同年12月8日、フィンランドの最高裁判所は、ウクライナの刑務所の状況、また国際犯罪であるためフィンランド側にウクライナでの犯罪容疑を捜査する権限があり、ジュネーブ条約締約国であるフィンランドは条約に基づいてぺトロフスキーを処罰できるとの理由からウクライナへの引き渡しを行わない判決を下した。このため、戦争犯罪についての捜査と裁判はフィンランドで行われることとなった。

### 入国禁止令違反の裁判
フィンランドの検察当局の調べによると、ぺトロフスキーは2022年8月16日に初めてフィンランドに入国した。数日後にロシアに戻り、2023年7月19日にフィンランドの大学に入学した妻や子ども3人とともにヴァーリマー国境検問所からフィンランドに再入国している。ヴォジスラフ・トーデン(Torden Voislav)と変名し、1年間の滞在許可を得ていた。ぺトロフスキーはEUの制裁対象リストに載っており、フィンランド入国を禁じられているため、変名名義でギリシャとフランスのビザを申請、これまでいかなる入国禁止措置も受けたことがないとも記載していたという。
これに対し、ぺトロフスキーは入国禁止令が期限切れと思っており、故意ではなくフィンランド当局を欺く意図も無かったと主張した。
2024年2月13日、キュメンラークソ地方裁判所は執行猶予つきで懲役40日の有罪判決を下し、ぺトロフスキーの主張をしりぞけた。

### 戦争犯罪裁判
2024年10月31日、フィンランドの検察当局はウクライナ東部での戦争犯罪容疑5件の容疑でぺトロフスキーを起訴した。
ロシアによる軍事介入以前の2014年秋、ルガンスク人民共和国側のルシッチ副司令官として指揮していた部隊が、戦争法の規定に違反する行為により、ウクライナ軍兵士計22人を殺害、4人に重傷を負わせた容疑である。ぺトロフスキーは、負傷、死亡した敵兵士に対する虐待行為などでも告発されている。関与のみでなく、自らもウクライナ軍兵士を射殺しており、ルシッチのメンバーが撮影しインターネット上にアップロードした動画が証拠とされた。同年12月5日、ヘルシンキ地方裁判所で裁判が始まり、検察はぺトロフスキーに対して終身刑を求刑。ぺトロフスキーは容疑を全て否認しているという。
2025年1月16日、戦争犯罪についての裁判で被害者と証人の審問が始まった。
検察によると、2014年秋にルシッチ・グループはウクライナ国旗を掲げ、ウクライナ軍の車列を検問所で停止させた。その後、ウクライナ兵に発砲し、サーモバリックロケット弾を発射した。この待ち伏せ攻撃を受けた兵士は26名、22名が殺害されたという。ぺトロフスキーは、部下に対し、無力化したウクライナ兵を切断することを許可し、殺害されたウクライナ兵の遺体と一緒に写真を撮ってソーシャルメディアに投稿した。ビデオリンク方式で証言を行った元ウクライナ兵は、乗っていたトラックにロケット弾が衝突して炎上し、兵士たちの身体にも火が付いたこと、自らはズボンと袖に火が付き、這って逃げているときに銃撃されたことを語った。ルシッチの戦闘員たちがウクライナ兵のポケットを空にしてから、ぺトロフスキーたちが連射を行った。証人は内臓が無傷だったことから病院に連れて行かれて尋問を受け、捕虜交換により釈放されている。
同月31日、弁護側の最終陳述をもって裁判は終了した。ぺトロフスキーは戦争犯罪容疑を全て否認している。弁護側は審理の最後に釈放を要求したが、裁判所はそれを却下。よって、3月7日に判決が下されるまでぺトロフスキーは拘留されることになる。
2025年3月14日、ペトロフスキーは5つの罪状のうち4つについて有罪判決を受けた。違法な待ち伏せを組織したことについては他の武装集団が作戦を指揮したという理由で無罪となったが、殺人、切断、死者の品位を傷つける画像の公開については有罪となった。ペトロフスキーは終身刑を言い渡され、犠牲者の一人の遺族に補償金を支払うよう命じられた。